# Werner Schwier (Lagerkommandant)
Werner Schwier (1907–1971) war ein deutscher Kriegsverbrecher in den Niederlanden. Schwier war Mitglied der NSDAP und hatte wechselnde Funktionen. Guusta Veldmann nennt Gauredner und „Bereitschaftsführer der NS-Ordensburgen“. Im Jahr 1940 kam Werner Schwier in die besetzten Niederlande und leitete unter Fritz Schmidt, Generalkommissar zur besonderen Verwendung, das Referat für internationale Organisationen. Dort erhielt er die Aufgabe, unerwünschte Organisationen zu liquidieren. Die erste Auflösung, die Schwier in Angriff nahm, betraf den Orden der Freimaurer in Den Haag. Ein jüdischer Freimaurer, der in Begleitung eines Anwalts über die Auflösung sprechen wollte, wurde durch Schwier misshandelt und die Treppe hinunter gestoßen. Anschließend versuchte Schwier das Opfer mit einem Bajonett zu verletzen, was jedoch misslang. Im Rahmen dieser Aufgabe verwandelte Schwier, ein ehemaliger Pferdemetzger, der sich mit „Doktor“ anreden ließ, 1941 das Sternlager des Orden des Sterns des Ostens in der Nähe von Ommen zu einem Lager mit dem Namen Kamp Erika. Das Lager war ihm, im Gegensatz zu den Gütern der übrigen liquidierten Organisationen, vollständig übertragen worden. Zum „Lagerführer“ ernannte Schwier den niederländischen Kollaborateur Karel Lodewijk Diepgrond. Schwier erhielt von den Häftlingen des Lagers den Spitznamen „De Bruine“ oder „Bruintje Beer“, da er sich meist in brauner Uniform zeigte.
Aufgrund von Mord, Misshandlung, Krankheiten und Unterernährung starben in Kamp Erika zwischen 1942 und 1945 mit Sicherheit 170 Häftlinge. Schwier war ab September 1944 auch Teil eines Schlägertrupps, der die Umgebung von Ommen terrorisierte. Bei diesen Razzien wurden mindestens neun Personen getötet. Zu den Opfern gehörte beispielsweise J. P. Musch, der in Amsterdam jüdische Mädchen versteckt hatte. Musch wurde durch Schwier verhört und anschließend durch Jan de Jong, den „Hauptzugführer“ des Lagers und rechte Hand Diepgronds, in den Wald geführt und hinterrücks erschossen.
Nach dem Ende des Zweiten Weltkrieges wurde Schwier verhaftet und in der Nähe von Brüssel interniert. Ihm gelang die Flucht und er musste sich nie der niederländischen Justiz stellen, da Deutschland keine eigenen Staatsbürger ausliefert und ihn juristisch nie belangte.

## Publikationen
- Guusta Veldman: Knackers achter prikkeldraad: Kamp Erika bij Ommen, 1941–1945. Matrijs, Utrecht 1993; ISBN 90-5345-037-8.